# Onthophagus spinicornis
Onthophagus spinicornis là một loài bọ cánh cứng trong họ Bọ hung (Scarabaeidae).